# Marin Marais
Marin Marais (n. 31 mai 1656 - d. 15 august 1728) a fost un violist și un compozitor francez din perioada barocă.
1. ↑  Marin Marais, SNAC, accesat în 9 octombrie 2017
2. 1 2  Marin Marais, GeneaStar
3. 1 2  Autoritatea BnF, accesat în 10 octombrie 2015
4. 1 2  Marin Marais, Roglo
5. ↑  Marin Marais, International Music Score Library Project, accesat în 9 octombrie 2017
6. ↑  „Marin Marais”, Gemeinsame Normdatei, accesat în 11 decembrie 2014
7. ↑  „Marin Marais”, Gemeinsame Normdatei, accesat în 27 aprilie 2014
8. ↑  Marin Marais, Brockhaus Enzyklopädie
9. ↑  „Marin Marais”, Gemeinsame Normdatei, accesat în 31 decembrie 2014
10. ↑  CONOR.SI[*] Verificați valoarea |titlelink= (ajutor)